# Karel Stránský
Karel Stránský (5. října 1898 Obříství – 14. dubna 1978 Praha) byl český právník a sokolský funkcionář.

## Život
Vystudoval arcibiskupské gymnázium a právnickou fakultu a věnoval se právnické praxi. Stal se starostou malostranského sokola, jehož členy byli i Tomáš Garrigue Masaryk nebo Edvard Beneš.
Oženil se s Boženou Malypetrovou, dcerou politika Jana Malypetra, se kterou měl čtyři syny, z nichž se tři dožili vyššího věku. Manželem jeho sestřenice Juliany Marie byl Antonín Benjamin Svojsík, zakladatel českého skautingu, který svůj program testoval právě na tělesně zdatném Karlu Stránském.
Jako sokolský funkcionář byl Stránský v roce 1941 zatčen a odvezen do Terezína a později do Osvětimi. Ještě před svým propuštěním na základě amnestie při Hitlerových narozeninách stihl v Osvětimi (kde pobýval pod vězeňským číslem 25625) navázat spolupráci s Witoldem Pileckým, polským armádním důstojníkem vedoucím táborovou konspiraci vězňů známou jako Svaz vojenské organizace (ZOW – Związek Organizacji Wojskowej). Stal se tak jedním z jejích prvních pomahačů nepolského původu.

Vězeňská identifikační trojfotografie Karla Stránského (vězeň číslo 25 625) v Osvětimi
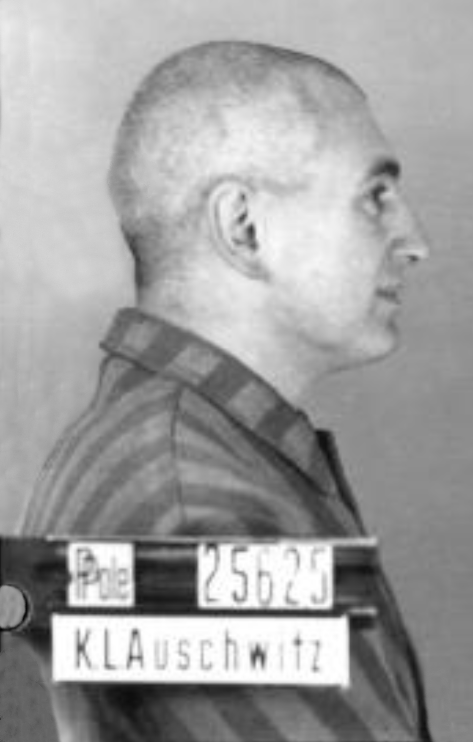
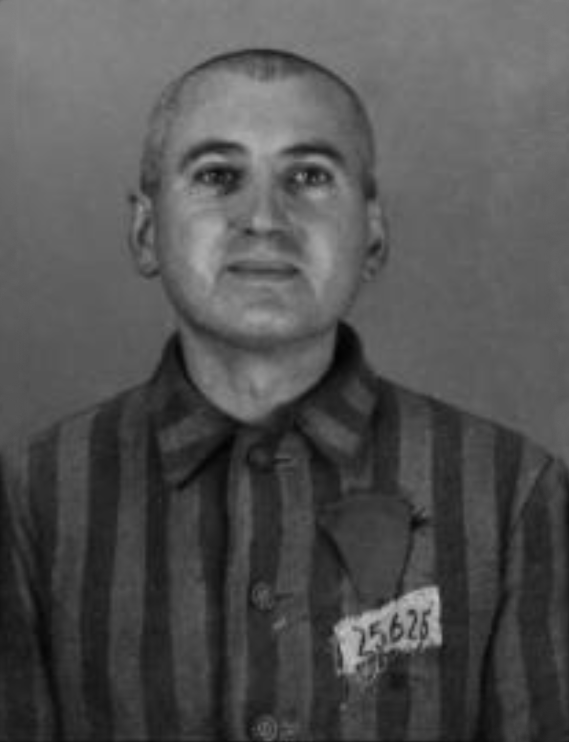
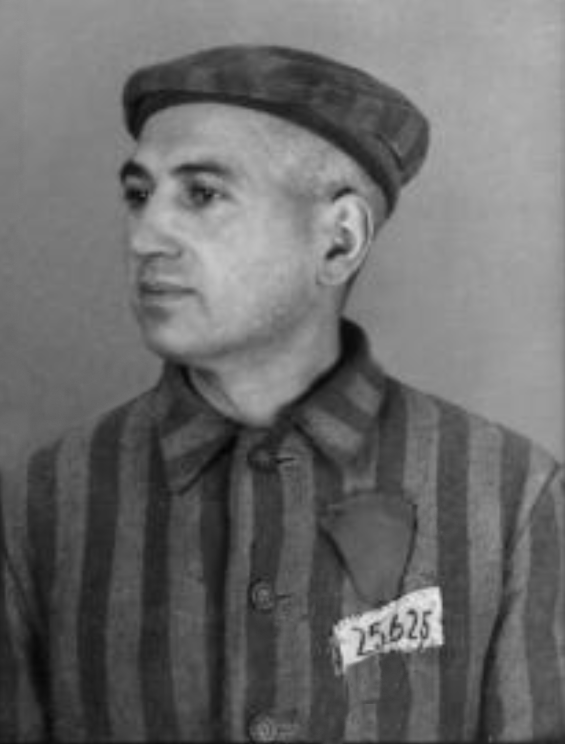

V době heydrichiády byl zadržen znovu a podle pozdějšího vyprávění jeho manželky mu tehdy bezprostředně hrozil trest smrti. Musel se ale vystěhovat z Prahy a znovu ho nucené vystěhování postihlo v 50. letech po dvouletém věznění v komunistickém táboře nucených prací. Do hlavního města vrátil až na konci 50. let a pracoval jako podnikový právník v Tesle Holešovice.
Jeho synové se stali obětí komunistické perzekuce, dva z nich, Petr a Jan, odešli za svobodou do Švýcarska, zatímco Jiří Stránský po pobytu v žaláři zůstal v Československu a postupně se začal věnovat i spisovatelské činnosti. Karel Stránský podnikal na konci 50. let kroky na jeho očištění.